# 447
Évszázadok: 4. század – 5. század – 6. század
Évtizedek: 390-es évek – 400-as évek – 410-es évek – 420-as évek – 430-as évek – 440-es évek – 450-es évek – 460-as évek – 470-es évek – 480-as évek – 490-es évek
Évek: 442 – 443 – 444 – 445 –  446 – 447 – 448 – 449 – 450 – 451 – 452

## Események

### Nyugat- és Keletrómai Birodalom
- Flavius Calepiust és ifjabb Flavius Ardaburiust választják consulnak.
- Attila hun király újabb hadjáratot indít a Balkánra. Az Utus (ma Vit) folyó mellett legyőzi a keletrómai hadsereget (bár eközben súlyos veszteségeket szenved), lerombolja Serdicát (ma Szófia), amely ezután egy évszázadra elnéptelenedik és egészen a Thermopülai-szorosig jut.
- November 6-án (vagy január 26-án) erős földrengés rázza meg Konstantinápolyt, súlyosan megrongálva falait, lerombolva rajtuk 57 tornyot. II. Theodosius császár a hun veszélyre való tekintettel sürgősen kijavíttatja a falakat.
- Germanus, Autissiodorum (Auxerre) püspöke másodszor is Britanniába utazik, hogy küzdjön az ott elterjedt pelagiánus eretnekség ellen.
- Vortigern briton király a szolgálatába fogad két szász fivért, Hengistet és Horsát és nekik adja Thanet szigetét. A fivérek fogják majd vezetni Britannia szász megszállását és Hengist lesz a szászok első kenti királya.

## Fordítás
- Ez a szócikk részben vagy egészben  a(z)   447 című angol Wikipédia-szócikk ezen változatának fordításán alapul.  Az eredeti cikk szerkesztőit annak laptörténete sorolja fel. Ez a jelzés csupán a megfogalmazás eredetét és a szerzői jogokat jelzi, nem szolgál a cikkben szereplő információk forrásmegjelöléseként.